# آهن(II) فسفات
آهن(II) فسفات، (به انگلیسی: Iron(II) phosphate) با فرمول شیمیایی، Fe3(PO4)2، یک نمک آهن اسید فسفریک است.

## پیدایش طبیعی
ماده معدنی ویویانیت یک فرم طبیعی از فسفات آهن هیدراته(II) است.

## تولید
می‌تواند از واکنش هیدروکسید آهن با اسید فسفریک برای تولید فسفات آهن هیدراته(II) تشکیل شود.